# Operation Ocean Shield
 Operation Ocean Shield is een missie van de NAVO met als doel piraterij bij de Hoorn van Afrika te bestrijden.
De missie trad in werking op 17 augustus 2009, nadat de Noord-Atlantische Samenwerkingsraad (North Atlantic Council of NAC) de oprichting had goedgekeurd. Nederland neemt sinds april 2010 deel aan de missie. De missie kwam in november 2016 ten einde.

## Omschrijving

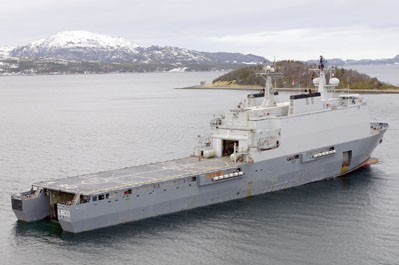
Zr. Ms. Rotterdam

Operation Ocean Shield maakt gebruik van de kennis die eerder verkregen is tijdens Operation Allied Protector (een eerdere anti-piraterijmissie) en verricht op zee steeds acties die tegen piraten gericht zijn. Regionale staten worden, op hun verzoek, eveneens gesteund in deze strijd en worden aangemoedigd zelf deel te nemen doordat de kennis die vereist is bij de bestrijding van piraterij overgedragen wordt. Een belangrijk onderdeel van Operation Ocean Shield is daarnaast het beschermen van de schepen die deelnemen aan Operation Allied Provider; deze vervoeren zijn ten behoeve van het Wereldvoedselprogramma in de regio. Operation Ocean Shield werkt nauw samen met andere marinestrijdmachten, waaronder de Amerikaanse en Europese. Op 19 maart 2012 werd de missie verlengd tot eind 2014. De missie is in overeenstemming met resolutie 2020 van de VN-Veiligheidsraad uit november 2011, waarin staat dat alles wat mogelijk gedaan moet worden om piraterij tegen te gaan in de territoriale wateren van Somalië.
Deelnemende landen zijn alle met de NAVO verbonden naties, zowel direct als indirect. De meeste oorlogsschepen die worden ingezet zijn Amerikaans maar er zijn ook veel schepen van andere landen bij de missie betrokken. De NAVO-bondgenoten zorgen voor schepen en vliegtuigen ten behoeve van de zogenaamde NATO Standing Maritime Groups; deze wijzen vervolgens het aantal schepen aan die verbonden worden aan Operation Ocean Shield. Vanaf 15 maart 2012 zorgen vijf landen, Denemarken, Italië, Nederland, de Verenigde Staten en Turkije, voor de benodigde marine middelen; de schepen worden tijdens acties gesteund door patrouillevliegtuigen. Op het moment is 800 man aan internationaal personeel aan de missie verbonden.

## Anti-piraterij-acties

### Diverse aanvallen

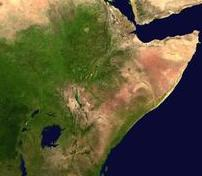
Het strijdgebied, de Hoorn van Afrika

Op 10 januari 2010 had admiraal Pereira da Cunha van de Portugese marine een ontmoeting met de kustwacht van Puntland; de vergadering vond plaats bij Bosaso aan boord van het fregat Vasco da Gama en was gericht op informatie-uitwisseling, de kracht en samenstelling van de gezamenlijke strijdmacht en de samenwerking tussen de NAVO en Puntland tijdens anti-piraterij-acties. Piraten vielen op 25 maart 2010 het Panamese schip MV Almezaan aan. Een piraat werd gedood door de bemanning van de Almezaan; kort na de aanval arriveerde het Spaanse marinefregat Navarra, dat een helikopter op de piraten afstuurde. Er werden waarschuwingsschoten afgevuurd en de piraten gaven zich toen zonder strijd over. Zes Somaliërs werden korte tijd gevangengenomen, maar al snel weer vrijgelaten in twee kleine boten, terwijl men het moederschip liet zinken. Het kleine kustwachtschip Topaz, varend onder de vlag van de Seychellen, kwam op 30 maart 2010 in aanraking met piraten. Terwijl het schip net buiten de Somalische kust patrouilleerde kwam de Topaz een dhow tegen; er werden waarschuwingsschoten gevuurd maar de dhow leek de patrouilleboot te negeren en openende uiteindelijk het vuur op de Topaz; deze wist de dhow tot zinken te brengen en 27 opvarenden te redden. De Topaz was aan het terugkeren naar haar basis, toen zij aangevallen werd door een trawler en twee kleinere boten. Weer beantwoordde de Topaz het vuur en de trawler en een van de kleinere schepen werden tot zinken gebracht.
De Amerikaanse Nicholas werd op 1 april aangevallen door een kleine boot, terwijl het schip in de wateren tussen de Seychellen en Kenya voer; de bemanning beantwoordde het vuur en drie piraten gaven zich over. De Nicholas achtervolgde hierna het bijbehorende moederschip een tijdje, terwijl een landingsteam naar het schip voer en dit enterde. Later op de dag wist de Amerikaanse torpedobootjager Farragut 13 Somaliërs op te pikken. Dat was nadat er door de piraten een poging was gedaan om de tanker, varend onder de vlag van Sierra Leone, Evita te enteren. De bemanning van het schip verdedigde zich met vuur en wist te ontsnappen aan de piraten. Operation Dawn of Gulf of Aden was een initiatief van de Republic of Korea Navy-commando's met de steun van Oman en de Verenigde Staten. Deze missie werd in januari 2011 begonnen. Nadat de chemicaliëntanker onder Noorse vlag Samho Jewelry op 15 januari bij de kust van Masqat overvallen was werd op 18 januari een mislukte bevrijdingsactie ondernomen, waarbij drie commando's gewond raakten. Een tweede poging, op 21 januari, was een succes, waarbij het schip terugveroverd en acht piraten gedood werden.

### Mislukte acties
Een mislukte reddingsactie werd op 26 januari uitgevoerd door het Deense fregat HDMS Esbern Snare en een patrouilleschip van de kustwacht van de Seychellen. De MV Beluga Nomination was vier dagen daarvoor veroverd door piraten die de citadel van het vrachtschip in brand staken om de bemanning te dwingen naar buiten te komen. De Esbern Snare en de patrouilleboot werden erheen gezonden en wisten enkele piraten te doden. Twee bemanningsleden van de Nomination wisten te ontsnappen in een reddingsboot en werden uiteindelijk gered door de Denen, terwijl vier anderen of verdronken of vermoord werden door de Somaliërs. De operatie werd uiteindelijk stopgezet en de piraten voeren weg met de tanker en zeven gijzelaars.
Het incident met de Quest vond plaats op 4 februari 2011. Tijdens de eerste aanval, sinds de kaping van Maersk Alabama in 2009, op een Amerikaans schip werd het jacht SV Quest gekaapt door 19 piraten. De United States Navy beantwoordde de aanval door het vliegdekschip Enterprise en de kruisers Leyte Gulf, Bulkeley en Sterett naar die plaats te zenden om de vier gijzelaars te bevrijden. Deze schepen vonden de Quest rond 21 januari bij de kust van Oman en begonnen onderhandelingen om de opvarenden vrij te krijgen. De volgende dag echter openden de piraten het vuur op de Sterret en ook daarna werd nog geweervuur gehoord. De Amerikaanse commandant gaf het bevel dat een team het jacht zou enteren en nadat men dit had gedaan trof men de lijken van alle vier de gijzelaars aan; zij waren vermoord door de Somaliërs. Vijftien piraten werden gearresteerd, waarbij twee gedood werden tijdens de entering. De lichamen van twee andere piraten werden later gevonden maar de doodsoorzaak van hen bleef onbekend.

## Nederland

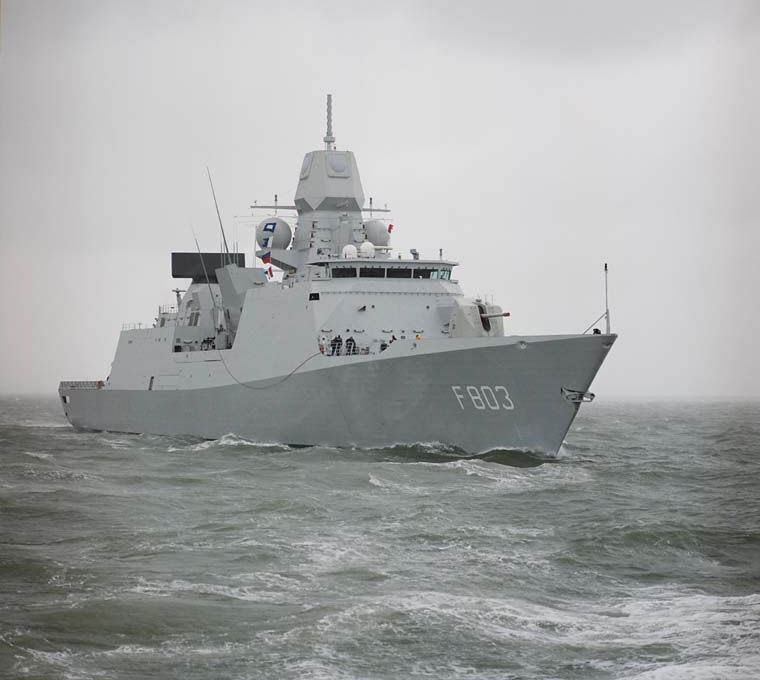
Hr. Ms. Tromp, die deelnam aan Operation Ocean Shield

Nederland neemt sinds 2008 met marineschepen voor patrouilles en escortes deel aan de strijd tegen piraten in de wateren rond Somalië. Daarnaast bevinden zich ter bescherming tegen aanvallen van piratengroepen mariniers aan boord van Nederlandse koopvaardijschepen. Het luchtverdedigings- en commandofregat Zr. Ms. Evertsen heeft een tijd dienstgedaan als Nederlands vlaggenschip in de regio rond de Hoorn van Afrika. In juni 2012 werd de Nederlandse bijdrage uitgebreid met een helikopter en een onbemand vliegtuig voor luchtverkenning ter versterking van de inlichtingendienst.
Sinds januari 2012 heeft de Nederlandse commandeur B. Bekkering de leiding over de Standing NATO Maritime Group 1 (SNMG1). SNMG1 is een Immediate Reaction Force, dat bestaat uit vier vaartuigen uit drie landen, en patrouilles doet in dienst van de NAVO. De hulp die het eskader biedt varieert van humanitaire assistentie tot het veiligstellen van een zeegebied. Het eskader dient daarnaast als vooruitgeschoven commandopost voor de NATO Response Force en neemt deel aan operaties als Active Endeavour in de Middellandse Zee en Operation Ocean Shield.
In de tweede helft van 2012 wordt Hr. Ms. Rotterdam (een zogenaamd Landing Platform Dock of LPD) naar de Hoorn van Afrika gestuurd met twee Cougars (fungerend als boordhelikopter) en een speciale marinierseenheid voor boardingen en bevrijdingsacties. Het schip zal vanaf september 2012 in de Somalische wateren gaan opereren, daarbij gesteund door FRISC-eenheden. Zr. Ms. Evertsen blijft tot augustus 2012 met een Lynx-helikopter actief in het gebied.

## Betrokken schepen
| Ship                    | Type                                 | Branch             |
| ----------------------- | ------------------------------------ | ------------------ |
| Enterprise              | Vliegdekschip                        | Amerikaanse marine |
| Carl Vinson             | Vliegdekschip                        | Amerikaanse marine |
| Leyte Gulf              | Kruiser                              | Amerikaanse marine |
| Bunker Hill             | Kruiser                              | Amerikaanse marine |
| Farragut                | Torpedobootjager                     | Amerikaanse marine |
| Bulkeley                | Torpedobootjager                     | Amerikaanse marine |
| Sterett                 | Torpedobootjager                     | Amerikaanse marine |
| Donald Cook             | Torpedobootjager                     | Amerikaanse marine |
| Laboon                  | Torpedobootjager                     | Amerikaanse marine |
| Bainbridge              | Torpedobootjager                     | Amerikaanse marine |
| Stephen W. Groves       | Fregat                               | Amerikaanse marine |
| Kauffman                | Fregat                               | Amerikaanse marine |
| Nicholas                | Fregat                               | Amerikaanse marine |
| Cornwall                | Fregat                               | Britse marine      |
| Chatham                 | Fregat                               | Britse marine      |
| Montrose                | Fregat                               | Britse marine      |
| Esbern Snare            | Absalon class flexible support schip | Deense marine      |
| Absalon                 | Flexible support schip               | Deense marine      |
| Hr. Ms. Tromp           | Fregat                               | Nederlandse marine |
| Zeeleeuw                | Onderzeeër                           | Nederlandse marine |
| Bersagliere             | Fregat                               | Italiaanse marine  |
| Libeccio                | Fregat                               | Italiaanse marine  |
| Chungmugong Yi Sun-Shin | Torpedobootjager                     | Koreaanse marine   |
| Choi Young              | Torpedobootjager                     | Koreaanse marine   |
| Fredericton             | Fregat                               | Canadese marine    |
| Vasco da Gama           | Fregat                               | Portugese marine   |
| Giresun                 | Fregat                               | Turkse marine      |
| PNS Babur               | Fregat                               | Pakistaanse marine |
| Chao Hu                 | Fregat                               | Chinese marine     |
| Sazanami                | Torpedobootjager                     | Japanse marine     |
| Umigiri                 | Torpedobootjager                     | Japanse marine     |

Afbeeldingen
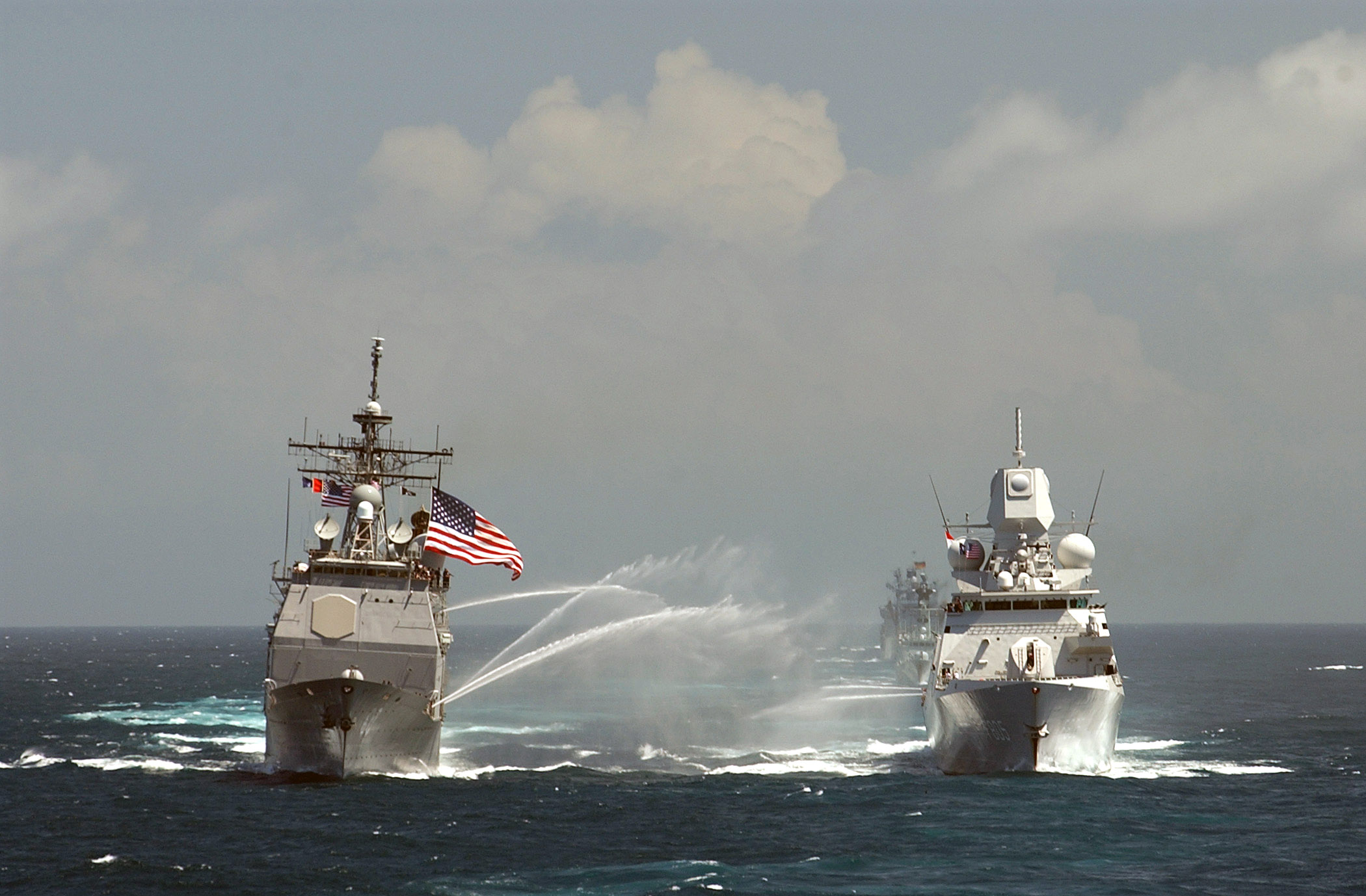
Zr. Ms. Evertsen
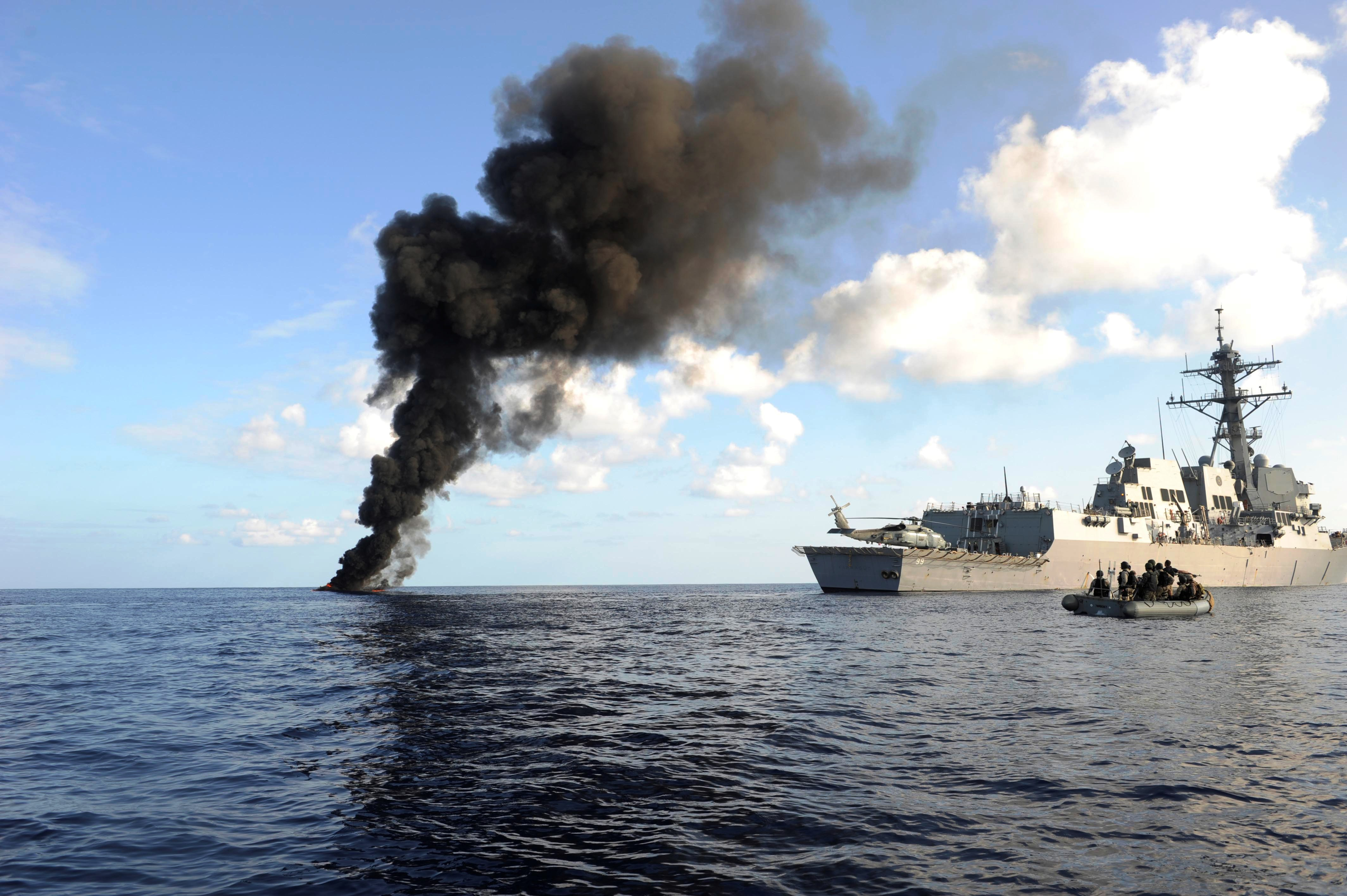
Actie in de Golf van Aden
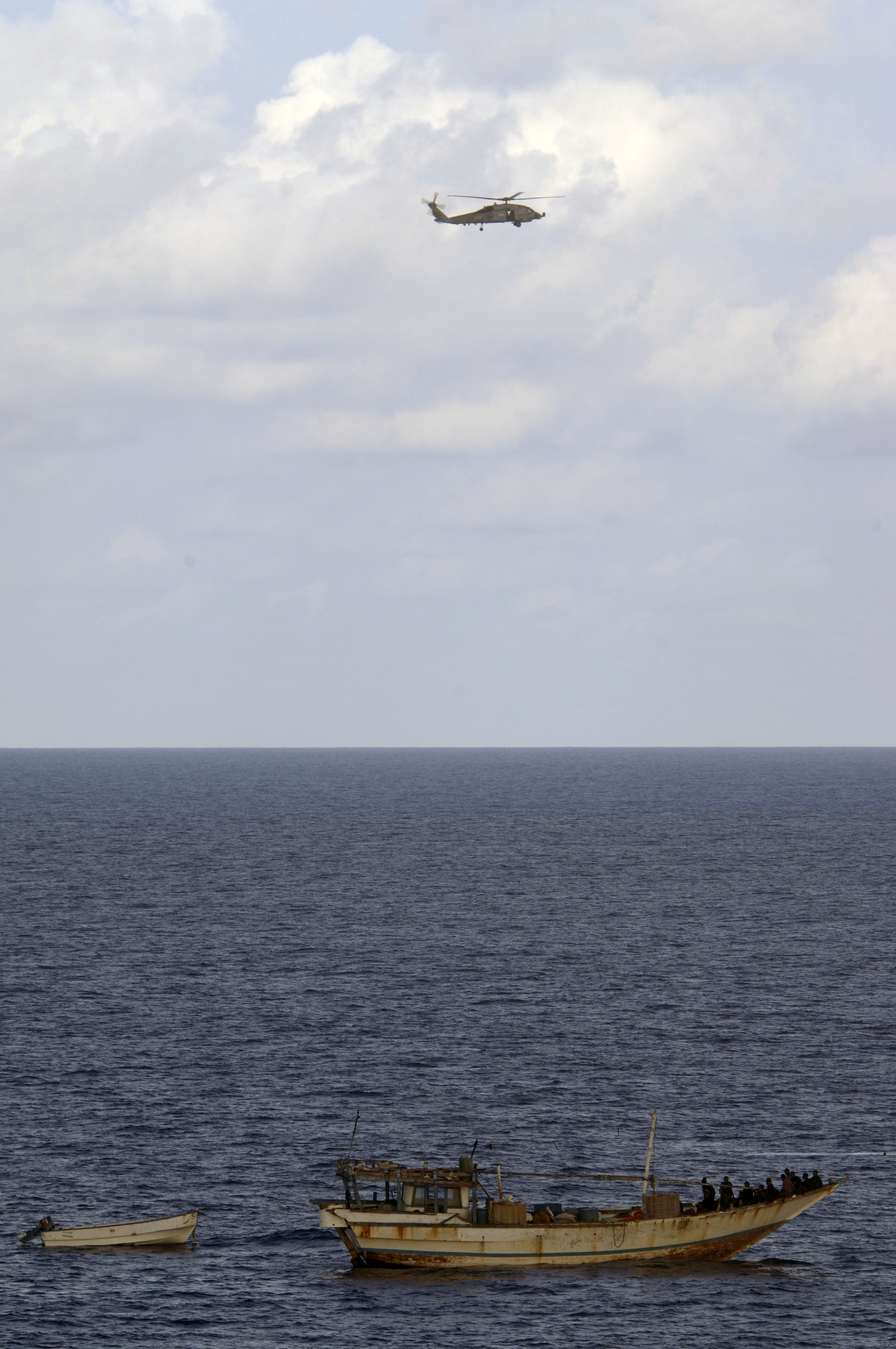
Amerikaanse Sea Hawk-helikopter tijdens een actie
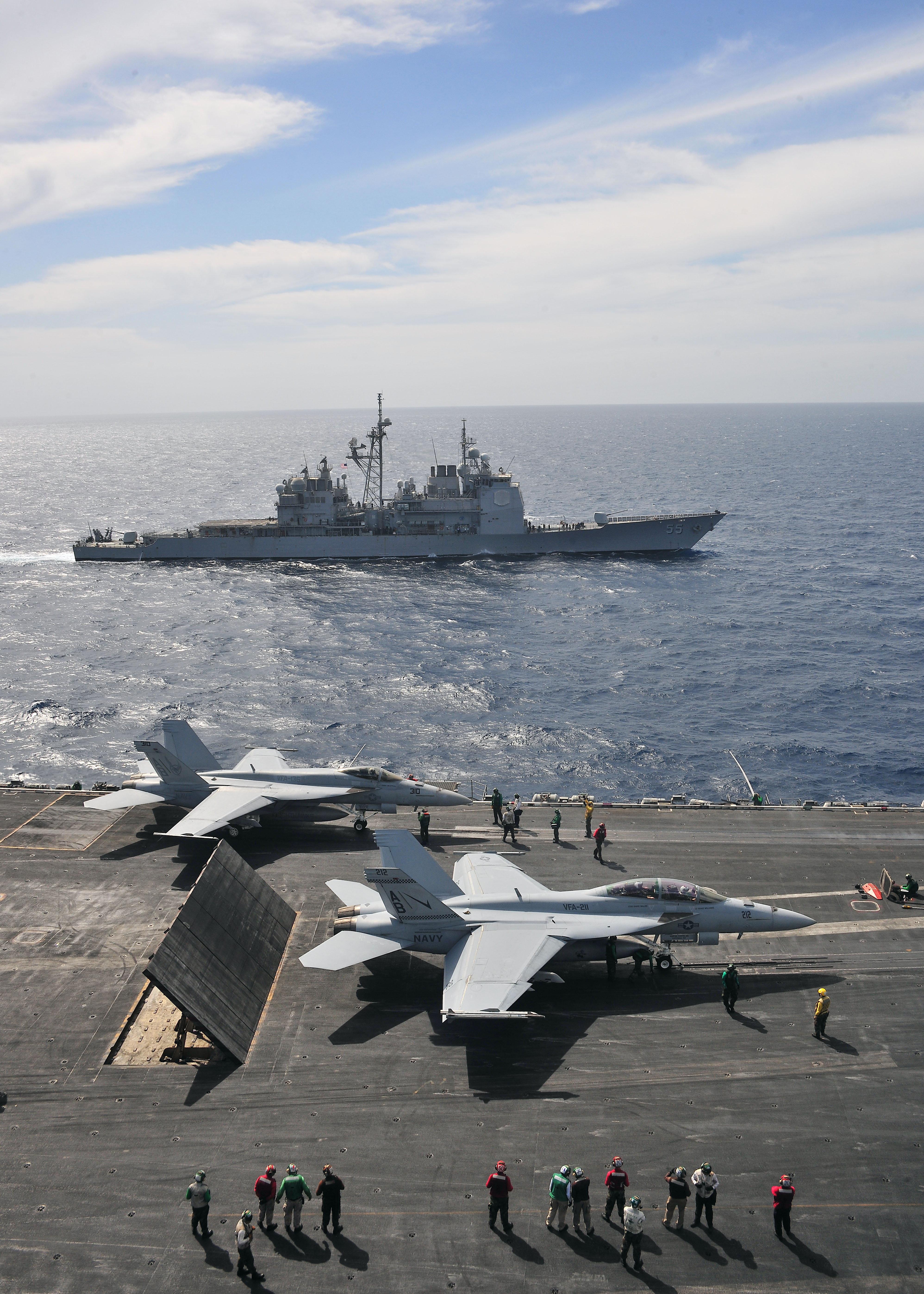
Acties tijdens de bevrijding van de gijzelaars van het jacht de Quest, waarvan de opvarenden door Somalische piraten zouden worden vermoord
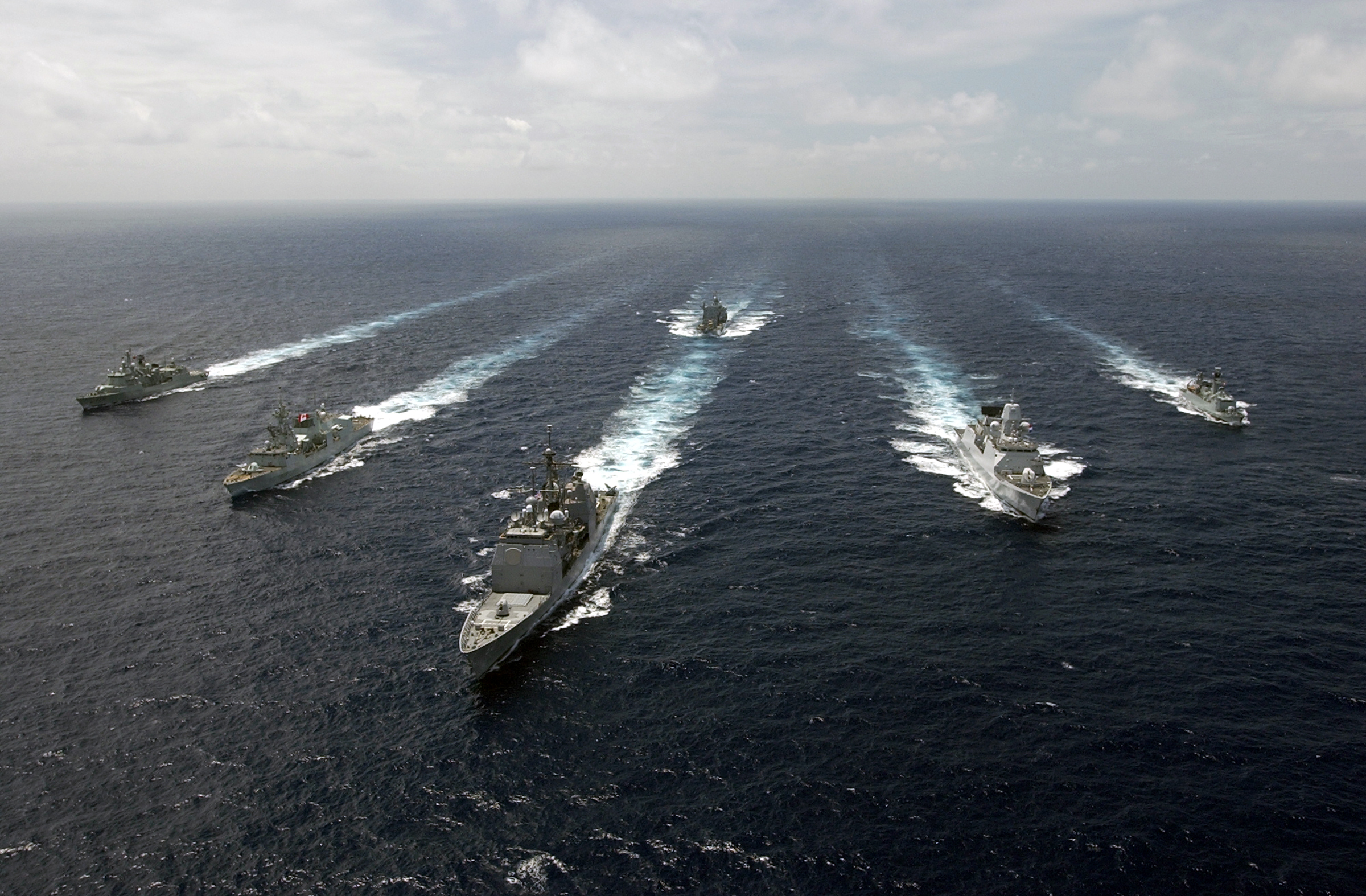
NAVO-konvooi, waaronder Zr. Ms. Evertsen